# 飯田利信
飯田 利信（いいだ としのぶ、1977年10月24日 - ）は、日本の男性声優、ナレーター。埼玉県出身。フリー。

## 来歴
アミューズメントメディア総合学院声優学科卒業。
2017年6月15日付で19年所属したトルバドール音楽事務所を退所、2018年1月よりムーラン・ルージュ プロダクション所属となる。
2020年2月29日付でムーラン・ルージュプロダクションを退所し、フリーとなる。
同年7月に個人のYouTubeチャンネルを開設し、配信活動を開始。

## 人物
俳優の丸山ナオは再従弟にあたる。

## 出演
太字はメインキャラクター。

### テレビアニメ
2000年
- 無敵王トライゼノン（借金取り、副師団長、オペレーター、要員、研究員A、士官A）

2001年
- 真・女神転生デビルチルドレン（ネコショウグン）
- まほろまてぃっく（マサ）

2002年
- 藍より青し（折重）
- Witch Hunter ROBIN（追手B）
- 神世紀伝マーズ（2002年 - 2003年、助手A、アナウンサー、隊長 ほか）
- 神鵰侠侶 コンドルヒーロー（道士）

2003年
- クラッシュギアNitro（沖田英俊）
- 金色のガッシュベル!!（岡田、ポッケリオ、テレパシス・レーダー、レポーター、漁師、整備士）
- デジモンフロンティア（ピピスモン）
- DEAR BOYS（下田）

2004年
- 陰陽大戦記（2004年 - 2005年、剣崎イゾウ）
- こみっくパーティー（客）
- ふたりはプリキュア（少年、サッカー部員、社員、インコ、支倉一樹）
- 遊☆戯☆王デュエルモンスターズGX（冥界の番人）

2005年
- 甲虫王者ムシキング 森の民の伝説（狩人）

2006年
- エア・ギア（A・Tライダー、レザボア・ドッグズNo.19、スカルセイダース、金鉄ブルズ、ガンツの先輩、サーベルタイガー、銭湯の店主、ストームライダー、村田）
- 家庭教師ヒットマンREBORN!（2006年 - 2010年、持田剣介、六道骸）
- 奏光のストレイン（訓練生、教官）
- デジモンセイバーズ（ケラモン / クリサリモン）
- ひぐらしのなく頃に解（刑事、山狗）
- BLACK BLOOD BROTHERS（吸血鬼、ヒロユキ、九龍チャイルド）
- 夜明け前より瑠璃色な 〜Crescent Love〜（男子生徒、貴族）
- RED GARDEN（ユアン）

2007年
- Yes!プリキュア5（カエル、助監督）
- スイスイ!フィジー!（くねりん博士、ポチポチさん）
- レ・ミゼラブル 少女コゼット（男B、学生、警察官C）

2008年
- 銀魂（モンキーハンター 謎の"M"）
- はたらキッズ マイハム組（アミの父）
- BUS GAMER（吉田）

2009年
- 空中ブランコ（雄太の友人、子分）
- 空を見上げる少女の瞳に映る世界（クラスメイトB）
- ミチコとハッチン（青年）

2010年
- ダンス イン ザ ヴァンパイアバンド（小津）
- バカとテストと召喚獣（リョータ）

2011年
- おじゃる丸（鬼）
- クレヨンしんちゃん（2011年 - 2016年、店員、男性、客B、家臣、ヤンキーB 他）
- 忍たま乱太郎（2011年 - 2023年、露鬼〈3代目〉、大人A、彗鬼〈4代目〉）

2012年
- エリアの騎士（遠藤学、不動健児、鹿島ユース10番）
- 黒魔女さんが通る!!（魔界警察）
- スマイルプリキュア!（男子生徒、飼育員、野川けんじ、焼肉ダイナマイト、生徒）
- ドラえもん（テレビ朝日版第2期）（2012年 - 2017年、焼き芋屋さん、店主、才蔵、隊員A、アナウンサー）

2014年
- 普通の女子校生が【ろこどる】やってみた。（宇佐美達也）

2017年
- 名探偵コナン（鬼、早見裕之）

### 劇場アニメ
- 爆転シュート ベイブレード THE MOVIE 激闘!!タカオVS大地（2002年、労働者1）
- デジモンセイバーズ THE MOVIE バーストモード!究極パワー発動（2006年、ゴブリモン）
- クレヨンしんちゃん 嵐を呼ぶ!オラと宇宙のプリンセス（2012年、パティシエ[12]）
- 映画ドラえもん のび太のひみつ道具博物館（2013年、ルパン）

### OVA
- HUNTER×HUNTER OVA〜Greed Island〜（2003年、コズフトロ）
- デッドガールズ（2007年、バーガー屋兄さん）
- 史上最強の弟子ケンイチ（2013年、アレクサンドル・ガイダル）※単行本54巻の特装版に付属のDVD
- 普通の女子校生が【ろこどる】やってみた。クリスマススペシャル（2015年、宇佐美達也）

### Webアニメ
- ラパヲとラプゾー（2007年、ラパヲ）
- アパッチキャメルをかんたん解説!（2012年、オアシス）

### ゲーム
2005年
- ロマンシング サガ -ミンストレルソング-（ダウド、ルーイ）

2007年
- 家庭教師ヒットマンREBORN!DS 死ぬ気MAX! ボンゴレカーニバル!!（六道骸）
- 家庭教師ヒットマンREBORN!DS フレイムランブル 骸強襲!（六道骸）
- 家庭教師ヒットマンREBORN! ドリームハイパーバトル! 死ぬ気の炎と黒き記憶（六道骸）
- 家庭教師ヒットマンREBORN!DS フレイムランブル開炎 リング争奪戦!（六道骸）
- 家庭教師ヒットマンREBORN! Let's暗殺!? 狙われた10代目!（六道骸）

2008年
- 家庭教師ヒットマン REBORN! ドリームハイパーバトル! wii（六道骸）
- 家庭教師ヒットマンREBORN!DS ボンゴレ式 対戦バトルすごろく（六道骸）
- 家庭教師ヒットマンREBORN!DS フェイトオブヒート 炎の運命（六道骸）
- 家庭教師ヒットマンREBORN!DS フレイムランブル超 燃えよ未来（六道骸）
- 家庭教師ヒットマンREBORN! 狙え!? リング×ボンゴレトレーナーズ（六道骸）
- 家庭教師ヒットマンREBORN! バトルアリーナ（六道骸）
- 家庭教師ヒットマンREBORN! 禁断の闇のデルタ（六道骸）

2010年
- 家庭教師ヒットマンREBORN! フレイムランブルXX（六道骸）
- 天下一★戦国LOVERS DS（片倉小十郎）
- 戦律のRHaPSoDY（バイアス）

2012年
- エクストルーパーズ（ヤマト）

2013年
- 英国探偵ミステリア（ラルフ・ペンデルトン）

2015年
- 絶対迷宮 秘密のおやゆび姫（竜騎士シリウス）
- ロストレガリア （鎌血士、ブラン）

2016年
- 英国探偵ミステリア The Crown（ラルフ・ペンデルトン）

2019年
- 乙女剣武蔵（土方歳三）

### ドラマCD
- THE IDOLM@STER NEW STAGE 02
- 乙女はお姉さまに恋してる シーズン04 〜偶然と必然の迷宮〜（柏木）
- 家庭教師ヒットマンREBORN! シリーズ（六道骸）
  - 家庭教師ヒットマンREBORN! vsヴァリアー編 Battle.2（DVD初回特典CD）「骸・闇の向こうに」
  - 家庭教師ヒットマンREBORN! vsヴァリアー編 Battle.6（DVD初回特典CD）「悪夢で会いましょう」
  - 家庭教師ヒットマンREBORN! vsヴァリアー編 Battle.8（DVD初回特典CD）「ラジオ並盛・ただいまONAIR中!?」
  - 家庭教師ヒットマンREBORN! 未来編 Burn.5（DVD初回特典CD）「クロームは見た!黒曜ランドの愉快な日常!」
- 9番目のムサシ（山本）
- 京四郎（長崎）
- SAKUSAKU♥SAKURA〜ナヤムシ退治は桜までっ！〜（小桜）
- スターライトスクランブル恋愛候補生 Radio Scramble Vol.1（記者）
- 天下一★戦国LOVERS バラエティCD -奥州の月-（片倉小十郎）
- 伝説の勇者の伝説（リーレ・リンクル）
- 特攻天女（伊沢）
- 白虎隊 志士異聞記 シリーズ（鈴汰[17]）
  - 白虎隊 志士異聞記 音盤 其の壱
  - 白虎隊 志士異聞記 音盤 其の弐
- ポピーのスカート
- 普通の女子校生が【ろこどる】やってみた。ソング&ドラマアルバム〜いつでも元気！ななちゃんと…〜（宇佐美達也）
- ペースメーカードラマCD 〜わくわく学園ライフ☆かよとゆかいな仲間達〜
- ヤングガン・カルナバル（伊勢仁史）
- LAMUSE FIGHT!（声優A）

### BLCD
- 原獣文書（キュートス）
- 生意気。（哀川）
- 僕らにまつわるエトセトラ（野球部員）

### ラジオCD
- 家庭教師ヒットマンREBORN! アルコバレーノ編 上巻（DVD初回特典CD）「ラジオCD・リボラジ! ぶっちゃけアルコバレーノ大集合!」

### DJCD
- 素顔の少年DJCD〜Adult Side〜

### ラジオ
※はインターネット配信。
- リボラジ!〜ぶっちゃけ並盛Dong☆Dong〜（2008年 - 2009年、マーベラスエンターテイメント※）
- 素顔の少年（2010年 - 2011年：ZAKZAK※、2011年 - 2012年：oh-news※、2011年 - 2012年：アニメイトTV※）
- 下和田ヒロキと飯田利信の「ヲジヲ-ojisan no radio-」（2024年 - 、ラジ友※）

### 映像商品
- 家庭教師ヒットマンREBORN! ボンゴレ最強のカルネヴァーレ2008 〜in 中野サンプラザ〜
- 家庭教師ヒットマンREBORN! ボンゴレ最強のカルネヴァーレ2009 〜横浜にヴァリアー現る〜
- 家庭教師ヒットマンREBORN! ボンゴレ最強のカルネヴァーレ3 〜白蘭・入江参戦! in 東京・名古屋・神戸〜 コンプリートDVD
- 家庭教師ヒットマンREBORN! ボンゴレ最強のカルネヴァーレ4 RED
- 家庭教師ヒットマンREBORN! ボンゴレ最強のカルネヴァーレ4 BLUE
- 家庭教師ヒットマンREBORN! ボンゴレ究極のカルネヴァーレ!!!!!
- 家庭教師ヒットマンREBORN! ボンゴレ最強のカルネヴァーレコレクションDVD ver.ボンゴレ VOL.2
- 家庭教師ヒットマンREBORN! 日常編 後編（初回特典DVD）「並盛オールキャスト座談会〜並盛ホームルーム〜」
- 家庭教師ヒットマンREBORN! 未来編 Burn4（初回特典座談会DVD）「並盛HR未来編! #2 〜骸&クロームに教えまSHOW!!〜」
- 家庭教師ヒットマンREBORN! OP&ED MOVIE COLLECTION（特典映像）スペシャル対談「トークの桜、咲いちゃいました☆」
- 素顔の少年 最終公演〜今までアリガトウ☆〜

### ナレーション
- ANREALAGE 2018 S/S COLLECTION"POWER"（BSフジ）[18]
- ANREALAGE 2019 S/S COLLECTION（BSフジ）
- ANREALAGE 2020 S/S COLLECTION“ANGLE”（BSフジ）
- ANREALAGE 2020-21 A/W COLLECTION“BLOCK”（BSフジ）
- ANREALAGE 2021 S/S COLLECTION“HOME”（BSフジ）
- 郁恵・井森のお料理BAN!BAN!（フジテレビ）
- WATCHY HEADLINE（BSフジ）
- 教えて!熱血高知!（BSフジ）
- オンガクのDNA（テレビ神奈川）
- 外国人向日本語講座
- カブトムシとクワガタ（キングレコード）
- キンタロー。の【あ】の人が絶対やらないこと！（BeeTV）
- クイズで公認!恋のおやジルシ（東海テレビ）
- 国土交通省霞ヶ浦学校ビオトープ広報
- 魁!武藤塾（千葉テレビ）
- saku saku（2007年3月まで）
- 佐々木健介ブートキャンプ
- Shuffle Audition
- Do! フィッシィング（東武CATV）
- Tokyo Boy（TOKYO MX）
- BEAUTYBiBLE
- FOX SPORTS INDEX（BS238）
- 年賀状用ソフト「筆王2002」店頭用
- めちゃ2イケてるッ!（フジテレビ）

### ボイスオーバー
- 世界の日本人妻は見た!（毎日放送）

### 舞台
- スイートプリキュア♪ ミュージカルショー 〜ドッキドキ!絵本の世界は楽しいニャ!〜（2011年）木ネガトーン 役 ※声の出演
- スマイルプリキュア! ミュージカルショー 〜ドキドキ!がくえん七ふしぎ大騒動!!〜（2012年）鎖アカンベェ 役 ※声の出演
- WAKUプロデュース vol.20『ただいま またね〜home2015〜』（2015年11月29日 - 12月7日、赤坂RED/THEATER）[19]

## ディスコグラフィ

### キャラクターソング
| 発売日   | 商品名                                                                                                   | 歌 | 楽曲                                            | 備考                                                        |
| 2007年   | 2007年                                                                                                   | 2007年 | 2007年                                          | 2007年                                                      |
| -------- | --- | --- | ----------------------------------------------- | ----------------------------------------------------------- |
| 7月4日   | 家庭教師ヒットマンREBORN! ボンゴレファミリー総登場!死ぬ気で語れ!そして歌え!                              | 六道骸（飯田利信） | 「霧の憑依」※語り                               | テレビアニメ『家庭教師ヒットマンREBORN!』関連曲             |
| 7月4日   | 家庭教師ヒットマンREBORN! ボンゴレファミリー総登場!死ぬ気で語れ!そして歌え!                              | 沢田綱吉（國分優香里） with ボンゴレファミリー（ニーコ、市瀬秀和、井上優、木内秀信 、近藤隆、飯田利信、竹内順子、津田健次郎、稲村優奈、吉田仁美、チャン・リーメイ） | 「ファミリー〜約束の場所〜」                    | テレビアニメ『家庭教師ヒットマンREBORN!』関連曲             |
| 11月7日  | Sakura addiction 雲雀恭弥編                                                                              | 雲雀恭弥（近藤隆）vs 六道骸（飯田利信） | 「Sakura addiction」                            | テレビアニメ『家庭教師ヒットマンREBORN!』エンディングテーマ |
| 11月7日  | Sakura addiction 六道骸編                                                                                | 雲雀恭弥（近藤隆）vs 六道骸（飯田利信） | 「Sakura addiction」                            | テレビアニメ『家庭教師ヒットマンREBORN!』エンディングテーマ |
| 11月7日  | Sakura addiction 六道骸編                                                                                | 六道骸（飯田利信） | 「クフフのフ〜僕と契約〜」                      | テレビアニメ『家庭教師ヒットマンREBORN!』関連曲             |
| 11月7日  | Sakura addiction 六道骸編                                                                                | 六道骸（飯田利信） | 「Sakura addiction (雲雀抜きカラオケ)」         | テレビアニメ『家庭教師ヒットマンREBORN!』エンディングテーマ |
| 12月5日  | 家庭教師ヒットマンREBORN! キャラクターソングCD かてきょー音頭/リボーンvs沢田綱吉                         | 六道骸（飯田利信） | 「かてきょー音頭」※ドラマパート                 | テレビアニメ『家庭教師ヒットマンREBORN!』関連曲             |
| 2008年   | | |                                                 |                                                             |
| 2月20日  | 家庭教師ヒットマンREBORN! OPENING & ENDING THEME SONGS 〜vsヴァリアー編までのアニメ主題歌をフルで聴け!〜 | 雲雀恭弥（近藤隆）vs 六道骸（飯田利信） | 「Sakura addiction」                            | テレビアニメ『家庭教師ヒットマンREBORN!』エンディングテーマ |
| 3月5日   | 家庭教師ヒットマンREBORN!公式キャラソンSINGLE大全集ボンゴレファミリー・うたのカルネヴァーレ              | 六道骸（飯田利信） | 「かてきょー音頭」※ドラマパート                 | テレビアニメ『家庭教師ヒットマンREBORN!』関連曲             |
| 3月5日   | 家庭教師ヒットマンREBORN!公式キャラソンSINGLE大全集ボンゴレファミリー・うたのカルネヴァーレ              | 六道骸（飯田利信） | 「クフフのフ〜僕と契約〜」                      | テレビアニメ『家庭教師ヒットマンREBORN!』関連曲             |
| 3月5日   | 家庭教師ヒットマンREBORN!公式キャラソンSINGLE大全集ボンゴレファミリー・うたのカルネヴァーレ              | 雲雀恭弥（近藤隆）vs 六道骸（飯田利信） | 「Sakura addiction」                            | テレビアニメ『家庭教師ヒットマンREBORN!』エンディングテーマ |
| 2009年   | | |                                                 |                                                             |
| 3月4日   | 家庭教師ヒットマンREBORN! キャラクターシングルシリーズ第2弾 その5「消えない願い/セツナノキヲク」         | 六道骸（飯田利信） | 「消えない願い」                                | テレビアニメ『家庭教師ヒットマンREBORN!』関連曲             |
| 10月20日 | 家庭教師ヒットマンREBORN!公式キャラソンSINGLE大全集2〜ボンゴレファミリーうたのカルネヴァーレ第2弾だ!!〜  | 六道骸（飯田利信） | 「消えない願い」                                | テレビアニメ『家庭教師ヒットマンREBORN!』関連曲             |
| 10月20日 | 家庭教師ヒットマンREBORN!公式キャラソンSINGLE大全集2〜ボンゴレファミリーうたのカルネヴァーレ第2弾だ!!〜  | 沢田綱吉（國分優香里） with ボンゴレファミリー（ニーコ、市瀬秀和、井上優、木内秀信 、近藤隆、飯田利信、明坂聡美、竹内順子、津田健次郎、寺崎裕香、稲村優奈、吉田仁美、チャン・リーメイ、鈴木真仁、三瓶由布子、上原健太、髙木俊、豊永利行）                                                           | 「ファミリー・改 〜vs ミルフィオーレ〜」        | テレビアニメ『家庭教師ヒットマンREBORN!』関連曲             |
| 12月16日 | 家庭教師ヒットマンREBORN! キャラクターシングルシリーズ第3弾 その5「記憶の果て/涙の温度」                 | 六道骸（飯田利信） | 「記憶の果て」                                  | テレビアニメ『家庭教師ヒットマンREBORN!』関連曲             |
| 2010年   | | |                                                 |                                                             |
| 8月18日  | 家庭教師ヒットマンREBORN! キャラクターアルバム SONG "BLUE" 〜rivale〜                                    | 六道骸（飯田利信） | 「End:Res」                                     | テレビアニメ『家庭教師ヒットマンREBORN!』関連曲             |
| 9月1日   | 家庭教師ヒットマンREBORN! OP&ED 主題歌バトル 決戦CD匣                                                    | 雲雀恭弥（近藤隆）vs 六道骸（飯田利信） | 「Sakura addiction」                            | テレビアニメ『家庭教師ヒットマンREBORN!』エンディングテーマ |
| 9月1日   | 家庭教師ヒットマンREBORN! OP&ED 主題歌バトル 決戦CD匣                                                    | 雲雀恭弥（近藤隆）vs 六道骸（飯田利信） | 「Sakura addiction（TV version）」              | テレビアニメ『家庭教師ヒットマンREBORN!』エンディングテーマ |
| 9月1日   | 家庭教師ヒットマンREBORN! OP&ED 主題歌バトル 決戦CD匣                                                    | 六道骸（飯田利信） | 「Sakura addiction (雲雀抜きカラオケ)」         | テレビアニメ『家庭教師ヒットマンREBORN!』エンディングテーマ |
| 9月15日  | 家庭教師ヒットマンREBORN!公式キャラソンSINGLE大全集3                                                     | 六道骸（飯田利信） | 「記憶の果て」                                  | テレビアニメ『家庭教師ヒットマンREBORN!』関連曲             |
| 9月15日  | 家庭教師ヒットマンREBORN!公式キャラソンSINGLE大全集3                                                     | 沢田綱吉（國分優香里） with ボンゴレファミリー（ニーコ、市瀬秀和、井上優、木内秀信 、近藤隆、飯田利信、明坂聡美、竹内順子、津田健次郎、寺崎裕香、KENN、稲村優奈、吉田仁美、チャン・リーメイ） | 「未来の大空へ」                                | テレビアニメ『家庭教師ヒットマンREBORN!』関連曲             |
| 9月15日  | 家庭教師ヒットマンREBORN! オリジナルサウンドトラック〜標的4                                              | 沢田綱吉（國分優香里） with ボンゴレファミリー（ニーコ、市瀬秀和、井上優、木内秀信 、近藤隆、飯田利信、竹内順子、津田健次郎、稲村優奈、吉田仁美、チャン・リーメイ） | 「ファミリー 〜中国語 Ver.〜 」                 | テレビアニメ『家庭教師ヒットマンREBORN!』関連曲             |
| 2011年   | | |                                                 |                                                             |
| 9月7日   | 家庭教師ヒットマンREBORN! キャラソン大全集・究極CD匣                                                     | 六道骸（飯田利信） | 「かてきょー音頭」※ドラマパート                 | テレビアニメ『家庭教師ヒットマンREBORN!』関連曲             |
| 9月7日   | 家庭教師ヒットマンREBORN! キャラソン大全集・究極CD匣                                                     | 沢田綱吉（國分優香里） with ボンゴレファミリー（ニーコ、市瀬秀和、井上優、木内秀信 、近藤隆、飯田利信、竹内順子、津田健次郎、稲村優奈、吉田仁美、チャン・リーメイ） | 「ファミリー〜約束の場所〜」                    | テレビアニメ『家庭教師ヒットマンREBORN!』関連曲             |
| 9月7日   | 家庭教師ヒットマンREBORN! キャラソン大全集・究極CD匣                                                     | 沢田綱吉（國分優香里） with ボンゴレファミリー（ニーコ、市瀬秀和、井上優、木内秀信 、近藤隆、飯田利信、明坂聡美、竹内順子、津田健次郎、寺崎裕香、KENN、稲村優奈、吉田仁美、チャン・リーメイ） | 「未来の大空へ」                                | テレビアニメ『家庭教師ヒットマンREBORN!』関連曲             |
| 9月7日   | 家庭教師ヒットマンREBORN! キャラソン大全集・究極CD匣                                                     | 雲雀恭弥（近藤隆）＆六道骸（飯田利信） | 「ONE NIGHT STAR」                              | テレビアニメ『家庭教師ヒットマンREBORN!』関連曲             |
| 9月7日   | 家庭教師ヒットマンREBORN! キャラソン大全集・究極CD匣                                                     | 六道骸（飯田利信） | 「霧の憑依」※語り                               | テレビアニメ『家庭教師ヒットマンREBORN!』関連曲             |
| 9月7日   | 家庭教師ヒットマンREBORN! キャラソン大全集・究極CD匣                                                     | 六道骸（飯田利信） | 「クフフのフ〜僕と契約〜」                      | テレビアニメ『家庭教師ヒットマンREBORN!』関連曲             |
| 9月7日   | 家庭教師ヒットマンREBORN! キャラソン大全集・究極CD匣                                                     | 六道骸（飯田利信） | 「消えない願い」                                | テレビアニメ『家庭教師ヒットマンREBORN!』関連曲             |
| 9月7日   | 家庭教師ヒットマンREBORN! キャラソン大全集・究極CD匣                                                     | 六道骸（飯田利信） | 「記憶の果て」                                  | テレビアニメ『家庭教師ヒットマンREBORN!』関連曲             |
| 9月7日   | 家庭教師ヒットマンREBORN! キャラソン大全集・究極CD匣                                                     | 六道骸（飯田利信） | 「End:Res」                                     | テレビアニメ『家庭教師ヒットマンREBORN!』関連曲             |
| 9月7日   | 家庭教師ヒットマンREBORN! キャラソン大全集・究極CD匣                                                     | 雲雀恭弥（近藤隆）vs 六道骸（飯田利信） | 「Sakura addiction」                            | テレビアニメ『家庭教師ヒットマンREBORN!』エンディングテーマ |
| 9月7日   | 家庭教師ヒットマンREBORN! キャラソン大全集・究極CD匣                                                     | リボーン（ニーコ）、沢田綱吉（國分優香里）、山本武（井上優）、笹川了平（木内秀信）、六道骸（飯田利信）、ユニ（南條愛乃）XANXUS（池田政典）、S・スクアーロ（高橋広樹）、ベルフェゴール（藤原祐規）、フラン（國立幸）、白蘭（大山鎬則）、入江正一（豊永利行）、スパナ（津田健次郎）、桔梗（加藤和樹） | 「vs 未来の大空へ〜 from BLUE（Live version）」 | テレビアニメ『家庭教師ヒットマンREBORN!』関連曲             |
| 9月7日   | 家庭教師ヒットマンREBORN! キャラソン大全集・究極CD匣                                                     | 沢田綱吉（國分優香里） with ボンゴレファミリー（ニーコ、市瀬秀和、井上優、木内秀信 、近藤隆、飯田利信、明坂聡美、竹内順子、津田健次郎、寺崎裕香、稲村優奈、吉田仁美、チャン・リーメイ、鈴木真仁、三瓶由布子、上原健太、高木俊、豊永利行）                                                           | 「ファミリー・改 〜vs ミルフィオーレ〜」        | テレビアニメ『家庭教師ヒットマンREBORN!』関連曲             |
| 9月7日   | 家庭教師ヒットマンREBORN! キャラソン大全集・究極CD匣                                                     | 沢田綱吉（國分優香里） with ボンゴレファミリー（ニーコ、市瀬秀和、井上優、木内秀信 、近藤隆、飯田利信、竹内順子、津田健次郎、稲村優奈、吉田仁美、チャン・リーメイ） | 「ファミリー 〜中国語 Ver.〜 」                 | テレビアニメ『家庭教師ヒットマンREBORN!』関連曲             |
| 2013年   | | |                                                 |                                                             |
| 6月6日   | 英国探偵ミステリア キャラソンCD vol.9 ペンデルトン「お出かけには傘をお忘れなく」                         | ラルフ・ペンデルトン（飯田利信） | 「お出かけには傘をお忘れなく」                  | ゲーム『英国探偵ミステリア』関連曲                          |
| 2015年   | | |                                                 |                                                             |
| 10月16日 | 絶対迷宮 秘密のおやゆび姫 キャラソンCD Vol.5 竜騎士シリウス「光差す竜のリベルテ」                        | 竜騎士シリウス（飯田利信） | 「光差す竜のリベルテ」                          | ゲーム『絶対迷宮 秘密のおやゆび姫』関連曲                   |

### 参加作品
| 発売日   | 商品名                                  | 歌                 | 楽曲                 | 備考                             |
| 2011年   | 2011年                                  | 2011年             | 2011年               | 2011年                           |
| -------- | --------------------------------------- | ------------------ | -------------------- | -------------------------------- |
| 4月27日  | 素顔の少年 サウンドコレクション〜Wish〜 | TH·IA              | 「素顔のモノローグ」 | ラジオ番組「素顔の少年」関連曲   |
| 4月27日  | 素顔の少年 サウンドコレクション〜Wish〜 | 飯田利信           | 「Rumble Kiss」      | ラジオ番組「素顔の少年」関連曲   |
| 10月19日 | ボクラノヒカリ/Beyond                   | TH·IA              | 「ボクラノヒカリ」   | ラジオ番組「素顔の少年」OPテーマ |
| 2012年   |                                         |                    |                      |                                  |
| 3月28日  | アリガトウ/星屑エレジー                 | 飯田利信＆豊永利行 | 「アリガトウ」       | ラジオ番組「素顔の少年」関連曲   |